# Chris Dodd
Christopher John Dodd (Willimantic, 27 mei 1944) is een Amerikaanse politicus van de Democratische Partij. Hij was van 1975 tot 1981 afgevaardigde voor Connecticut 2e district. En van 1981 tot 2011 senator voor Connecticut.
In 1974 werd Dodd verkozen als Afgevaardigde waartoe hij tweemaal werd herkozen. 
In 1980 werd hij verkozen tot senator, en werd herkozen in 1986, 1992, 1998 en 2004. Dodd was een kandidaat voor de Democratische nominatie in de Amerikaanse presidentsverkiezingen van 2008. Hij verliet de race na minder dan 1% van de stemmen te hebben gekregen in de caucus van Iowa op 3 januari 2008. Bij de Senaatsverkiezingen in 2010 stelde hij zich niet meer verkiesbaar. Dodd verliet de Senaat op 3 januari 2011 na 30 jaar in de Senaat te hebben gezeten.
Met het Amerikaanse congreslid Barney Frank van Massachusetts heeft hij de Dodd-Frank Wall Street Reform and Consumer Protection Act mogelijk gemaakt. Deze Amerikaanse wet, aangenomen in 2010, heeft als doel de financiële stabiliteit in het land te vergroten en was een reactie op de kredietcrisis. 
Zijn vader Thomas Dodd was senator voor Connecticut van 1959 tot 1971.
Van 17 maart 2011 tot 5 september 2017 was hij de bestuursvoorzitter van de Motion Picture Association of America.
- Bibliothèque nationale de France: cb159953516 (data)
- Gemeinsame Normdatei: 136423167
- International Standard Name Identifier: 0000 0000 5887 9784
- Library of Congress Control Number: n93020496
- National Archives and Records Administration: 10574317
- Nationale Bibliotheek van Tsjechië: jo2002103183
- Nationale Bibliotheek van Israël: 987007442520305171
- Nederlandse Thesaurus van Auteursnamen: 305243837
- SNAC: w6kj1d2v
- Biographical Directory of the United States Congress: D000388
- Virtual International Authority File: 50894049
- WorldCat: E39PBJvXgxmvXb8R6gbvB8QKBP